# Théâtre de la ville de Tallinn
Le Théâtre de la ville de Tallinn (estonien : Tallinna Linnateater) est un théâtre situé dans l'arrondissement de Kesklinn de Tallinn en Estonie.

## Présentation
Le théâtre municipal est fondé en 1965 sous le nom de théâtre de la jeunesse de la RSS d'Estonie.
En 1992, l'Estonie ayant retrouvé son indépendance, Elmo Nüganen en devient le directeur artistique.
En 1994, le théâtre est renommé théâtre municipal de Tallinn
Son architecture unique est constituée de 16 maisons de marchands médiévales interconnectées.
Tous les deux ans, en hiver, il organise un festival international de théâtre.

## Comédiens y ayant joué
- Jüri Järvet (1965-1967)
- Viiu Härm (1965-1971)
- Mikk Mikiver (1965-1974)
- Liina Orlova (1965-1972)